# دروزهينينو (جاروسلافل)
دروزهينينو (بالروسية: Дружинино) هي مدينة في مقاطعة ياروسلافل أوبلاست في روسيا.
يبلغ عدد سكانها حوالي 3037 نسمة.